# Onthophagus chumphonensis
Onthophagus chumphonensis là một loài bọ cánh cứng trong họ Bọ hung (Scarabaeidae).